# Grevená (prefekturhuvudort i Grekland)
Grevená är en prefekturhuvudort i Grekland.   Den ligger i prefekturen Nomós Grevenón och regionen Västra Makedonien, i den norra delen av landet, 300 km nordväst om huvudstaden Aten. Grevená ligger 534 meter över havet och antalet invånare är 10 563.
Terrängen runt Grevená är kuperad åt sydväst, men åt nordost är den platt. Grevená ligger nere i en dal. Runt Grevená är det ganska glesbefolkat, med 34 invånare per kvadratkilometer. Grevená är det största samhället i trakten. Trakten runt Grevená består till största delen av jordbruksmark.